# L'ultimo tesoro
L'ultimo tesoro è un romanzo del 2003 della scrittrice statunitense Janet S. Anderson, pubblicato da Piemme.

## Trama
Il tredicenne Ellsworth Smith appartiene a una famiglia che si sposta di continuo da una città all'altra, ed è composta da due sole persone, lui e suo padre. Quella vita vagabonda piace a Ellsworth, almeno finché non arrivano i sogni... All'improvviso, tutte le notti, Ellsworth vede nel sonno dieci case identiche circondate da un enorme giardino, ma non sa spiegarsi perché. Poi arriva una lettera misteriosa che lo invita proprio in una di queste case, in una piazza chiamata Smith Mills, a New York. Deve andarci perché, nascosto da qualche parte, si trova l'ultimo tesoro di Matthew, l'eccentrico patriarca della famiglia Smith. E si tratta di un tesoro che solo un ragazzino può trovare. Però, come Ellsworth scoprirà presto, a Smith Mills si celano anche oscuri segreti. Naturalmente, sarà proprio lui a risvegliare i fantasmi della sua famiglia e a restituirgli il riposo di cui hanno un disperato bisogno.

## Edizioni
- Janet S. Anderson, L'ultimo tesoro, Piemme, 2003,  pp. 297, cap. 42, ISBN 978-88-566-1428-2.